# E-dec
Der Ausdruck e-dec bezeichnet ein vom Bundesamt für Zoll und Grenzsicherheit (BAZG) – vormals Eidgenössische Zollverwaltung (EZV) genannt – entwickeltes zentrales Tool bzw. eine Zollsoftware für das „Cargo-Processing“, das bestehende IT-gestützte (Cargo-Processing-)Verfahren vereinheitlichen soll. Da die bislang erzielten Fortschritte und die implementierten Projekte allesamt dem Teilbereich der zollrechtlichen Warenabfertigung gelten, kann man die Etymologie des Terminus „e-dec“ sehr wohl in dem anglophonen „electronic declaration“ suchen.
Ein IT-gestütztes zollrechtliches Warenabfertigungsverfahren, in dem es – vereinfacht dargestellt – um eine Zolldeklaration auf elektronischem Wege geht, schreibt normalerweise die Teilnahme an einem recht proprietären Messaging-System vor. So basieren einige ältere zum Teil immer noch gültige Verfahren dieser Art – nicht nur in der Schweiz – auf Messaging-Standards wie zum Beispiel X.400 oder FTAM sowie dem (UN)EDIFACT als Datenformat. Damit soll „e-dec“ nun aufräumen – zumindest auf dem Boden der Schweizerischen Eidgenossenschaft. So basiert beispielsweise der zum 1. Januar 2006 freigegebene Anwendungsbereich „Import“ auf einer typischen Webservice-Architektur: als Datenformat gilt das XML und als Messaging-System das „sichere“ SMTP (X.509).
Die Webservice-Architektur des „e-dec“ eröffnet diverse Möglichkeiten zu einer vereinfachten Teilnahme am Verfahren selbst, insbesondere zur Anbindung von Inhouse-Applikationen an das Verfahren.
„e-dec“ wird schrittweise durch das neue einheitliche Warenverkehrssystem Passar abgelöst. 